# سیارک ۷۶۴۴
سیارک ۷۶۴۴ (به انگلیسی: 7644 Cslewis، نامگذاری:1988VR5) هفت هزار و ششصد و چهل و چهارمین سیارک کشف شده‌است که در ۴ نوامبر ۱۹۸۸ کشف شد.
قدر مطلق سیارک برابر ۱۳٫۷۰ است.